# Zavrh pri Trojanah
Zavrh pri Trojanah je naselje v Občini Lukovica.